# Centulo I de Béarn
Centulle I foi um visconde de Béarn do século IX, filho de Centulo Lupo, visconde de Béarn, e de Auria.<ref>Foundation for Medieval Genealogy : viscondes de Béarn<Ref>

## Biografia
De acordo com Montlezunele sucedeu a seu pai, sob a tutela de sua mãe Auria. Sua esposa não é conhecida, nem o nome de seu filho, que é pai de :
- Centulo II († 940), visconde de Béarn.